# Umma (film)
Pour l’article homonyme, voir Umma.
Pour plus de détails, voir Fiche technique et Distribution.
Umma (litt. « Maman » en coréen (엄마) est un film américain écrit et réalisé par Iris K. Shim, sorti en 2022.

## Synopsis
Amanda (Sandra Oh) vit heureuse dans sa ranch, en Californie, avec sa fille, Chrissy (Fivel Stewart). Elles vivent coupée du monde sans électricité ni téléphone portable, et seul Danny (Dermot Mulroney) vient leur rendre visite pour récupérer les cartons de miel — Amanda est apicultrice. Un jour sans l'attendre, l'oncle d'Amanda (Tom Yi) arrive droit de la Corée du Sud dans sa villa pour lui annoncer la mort de sa mère. Cette visite l'ébranle, de peur que tout redevienne comme avant, et surtout qu'elle prenne la place de sa mère…

## Fiche technique
Sauf indication contraire, les informations mentionnées dans cette section peuvent être confirmées par la base de données cinématographiques IMDb,  présente dans la section « Liens externes ».
- Titre original, français et québécois[1] : Umma
- Réalisation et scénario : Iris K. Shim
- Musique : Roque Baños
- Direction artistique : W. Haley Ho et Ksenia Markova
- Décors : Yong Ok Lee
- Costumes : Leah Butler
- Photographie : Matt Flannery
- Montage : Louis Cioffi et Kevin Greutert
- Production : Zainab Azizi et Sam Raimi
- Production déléguée : Matt Black, Marcei A. Brown, Eric F. Harbert, Peter Luo, Yedong Mu, Sandra Oh, Zhou Tao, Jeanette Volturno, Cheng Yang et André Øvredal
- Coproduction : Lulu Liu, Yuxin Liu, Nancy Xu et Renpeng Zhao
- Sociétés de production : Raimi Productions, Stage 6 Films et Starlight Media
- Société de distribution : Sony Pictures Entertainment
- Pays de production :  États-Unis
- Langue originale : anglais, coréen
- Format : couleur - 2.39:1
- Genre : horreur surnaturel, drame, énigme
- Durée : 83 minutes
- Dates de sortie :
  - États-Unis : 15 mars 2022 (avant-première à Koreatown (Los Angeles)) ; 18 mars 2022 (sortie nationale)
  - Québec : 18 mars 2022[1]
  - France : 17 juillet 2022 VAD[2]

## Distribution
- Sandra Oh (VFB : Nathalie Stas) : Amanda
- Fivel Stewart (VFB : Helena Coppejans) : Chrissy « Chris »
- Dermot Mulroney (VFB : Franck Dacquin) : Danny
- Odeya Rush (VFB : Marie Braam) : River
- MeeWha Alana Lee (VFB : Nathalie Hons) : la mère d'Amanda / Umma
- Tom Yi (VFB : Michel Hinderyckx) : l'oncle d'Amanda
- actrice non mentionnée (VFB : Alayin Dubois) : Amanda jeune
- acteur non mentionné (VFB : Simon Duprez) : le présentateur de football
- acteur non mentionné (VFB : Juklien Besure) : l'adolescent

Doublage (en Belgique); 
- Direction artistique : Alexandra Corréa
- Adaptation : Sylvie Abou Isaac
- Mixage : Gabriel Prodhomme

Source : carton de doublage sur Netflix

## Production

### Développement
En janvier 2020, on annonce qu'Iris K. Shim est réalisatrice du film d'horreur, et qu'elle partage son scénario avec Sam Raimi qui en est producteur avec sa société Raimi Productions. En octobre de la même année, Stage 6 Films est productrice du film et Sony Pictures Releasing, en tant que distributrice

### Distribution des rôles
En janvier 2020, on apprend que Sandra Oh est choisie dans le rôle principal, celui de mère célibataire. En octobre de la même année, on révèle que Fivel Stewart, Dermot Mulroney, Odeya Rush, MeeWha Alana Lee et Tom Yi sont engagés.

### Tournage
À l'origine, le tournage devait avoir lieu à Vancouver (Canada), en avril 2020, mais a été annulé en raison de la pandémie de Covid-19. Il commence en le 7 octobre de la même année, à Los Angeles, en Californie, précisément dans la census-designated place d'Acton, où se trouve la Bloom Ranch. Les prises de vues s'achèvent en janvier 2021.

## Accueil

### Avant-première et sortie
Umma est présenté en avant-première, le 15 mars 2022, dans le quartier de Koreaton, à Los Angeles, trois jours avant la sortie nationale.